# Thierry Lenain

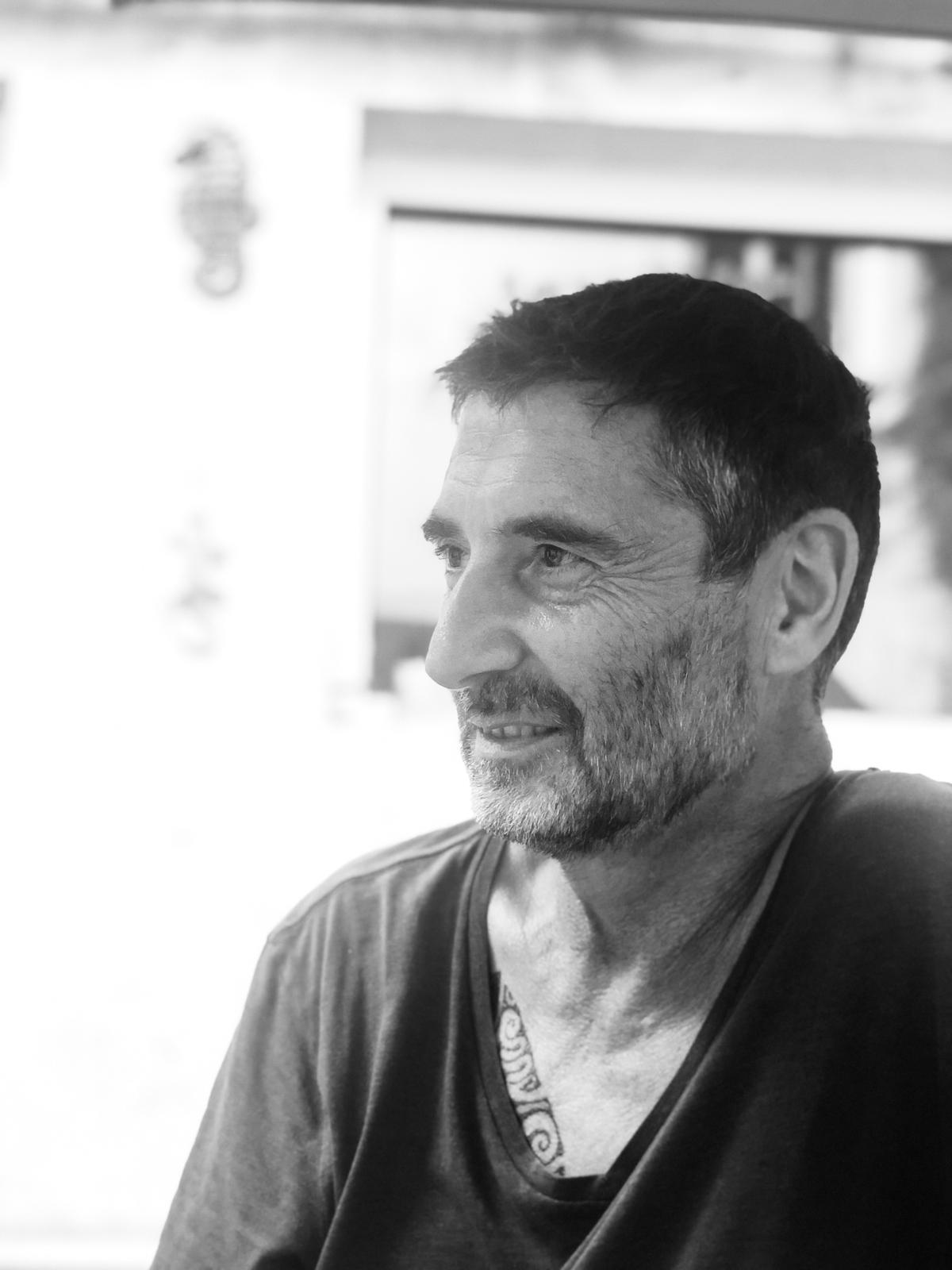
Thierry Lenain

Thierry Lenain  (* 1959) ist ein französischer Jugendbuchautor.

## Leben
Lenain arbeitete zunächst als Lehrer, insbesondere mit behinderten Kindern. Seit 1992 schreibt er als freiberuflicher Autor Kinder- und  Jugendbücher und hat bis 2014 über zwanzig Titel veröffentlicht. Er hat selbst drei Kinder.
Er ist Gründer und Chefredakteur der Jugendzeitschrift Citrouille des Buchhandels („Association des Librairies spécialisées pour la jeunesse“). Für das Buch Das Mädchen am Kanal erhielt er 1992 den Grand Prix du Roman Jeunesse des Französischen Jugendministeriums, im Jahr 2000 erhielten er und die Übersetzerin Anne Braun für dasselbe Buch den Deutschen Jugendliteraturpreis und den Lufti. Für Il faudra mit den Illustrationen von Olivier Tallec erhielt die italienische Übersetzung Bisognerà im Jahr 2006 den Premio Andersen.  

## Werke (Auswahl)
in deutscher Übersetzung
- Pia will ein Baby. Bilder von Delphine Durand. Dt. von Alexandra Rak. Hamburg : Oetinger, 2003
- Hat Pia einen Pipimax?. Bilder von Delphine Durand. Dt. von Alexandra Rak. Hamburg : Oetinger, 2002
- Kein Kuss für Tante Marotte! Aus dem Französischen von Michaela Kolodziecjcok. Berlin : Altberliner, 2000
- Kleiner Zizi. Aus dem Französischen von Michaela Kolodziecjcok. Berlin : Altberliner, 1999
- Das Mädchen am Kanal. Aus dem Franz. von Anne Braun. Frankfurt am Main : Fischer, 1999
- Genau wie früher... Aus dem Französischen von Alexander Potyka. Wien : Picus Verl., 1994
- Gib das her, sonst... Bilder von Baru. Aus dem Französischen von Alexander Potyka. Wien : Picus Verl., 1991